# 蒙旺德尔
蒙旺德尔（法語：Montvendre，法語發音：[mɔ̃vɑ̃dʁ]）是法国德龙省的一个市镇，属于瓦朗斯区。

## 地理
蒙旺德尔（44°52'18"N, 5°1'21"E）面积17.24 平方千米，位于法国奥弗涅-罗讷-阿尔卑斯大区德龙省，该省份为法国东南部内陆省份，北起顺时针与伊泽尔省、上阿尔卑斯省、上普罗旺斯阿尔卑斯省、沃克吕兹省和阿尔代什省接壤。
与蒙旺德尔接壤的市镇（或旧市镇、城区）包括：巴瑟洛讷、拉博姆科尔尼亚讷、博蒙莱瓦朗斯、沙伯伊、孔博万、马利萨尔、蒙梅朗。

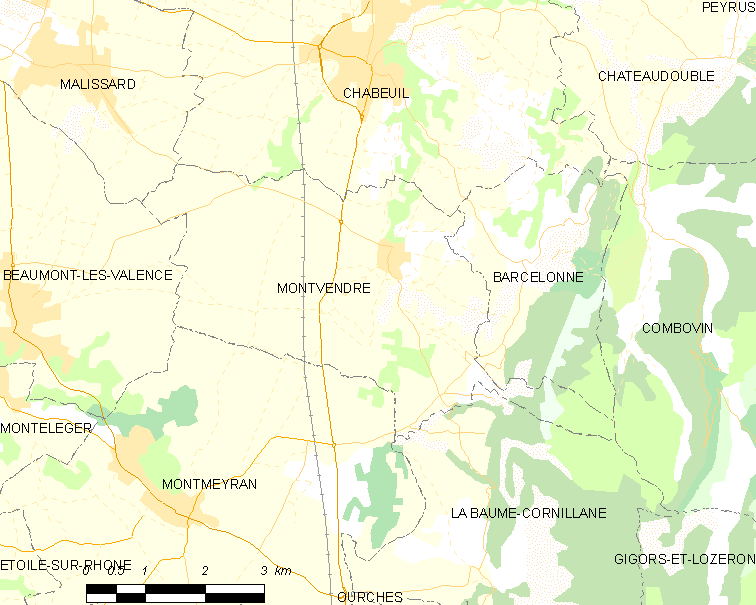
蒙旺德尔的OSM定位图

蒙旺德尔的时区为UTC+01:00、UTC+02:00（夏令时）。

## 行政
蒙旺德尔的邮政编码为26120，INSEE市镇编码为26212。

## 政治
蒙旺德尔所属的省级选区为克雷县。

## 人口

1962-2008年间蒙旺德尔人口变化图示

蒙旺德尔于2022年1月1日时的人口数量为1283人。